# Tignes
Tignes település Franciaországban, Savoie megyében. Lakosainak száma 1953 fő (2022. január 1.). Tignes Rhêmes-Notre-Dame, Valgrisenche, Champagny-en-Vanoise, Peisey-Nancroix, Sainte-Foy-Tarentaise, Val-d’Isère, Villaroger, Val-Cenis és Termignon községekkel határos.

## Népesség
A település népessége az elmúlt években az alábbi módon változott:
| Lakosok száma | 2623 | 2569 | 2407 | 2196 | 2034 | 2020 | 2016 | 2005 | 1953 |
|               | 2013 | 2015 | 2016 | 2017 | 2018 | 2019 | 2020 | 2021 | 2022 |